# Zanclopera calidata
Zanclopera calidata är en fjärilsart som beskrevs av W. Warren 1905. Zanclopera calidata ingår i släktet Zanclopera och familjen mätare. Inga underarter finns listade i Catalogue of Life.